# 基元反应
基元反应（elementary reaction）或稱基本反應，顾名思义，即最简单的化学反应步骤，是一个或多个化学物种直接作用，一步（单一过渡态）转化为反应产物的过程；或是說，將化學反應過程盡可能分為若干簡單反應步驟（如分解、取代、結合等）時，其“各反應步驟”稱為基元反應。“基元”的意思是“基本单元”，是最小独立不可分的个体单元。
微观上看所有化学反应过程都是经过一个或多个简单的反应步骤（即基元反应）才转化为产物分子的。基元反应为组成化学反应的基本单元，而反应机理便是研究化学反应是由哪些基元反应组成的。与基元反应相对的概念为非基元反应。對於基元反應，反應的反應級數就等於該反應的反應分子數。
化学反应方程式除非特别注明，一般都表示反应物与产物间的计量关系，而不代表基元反应。一个著名的例子是氢和碘在气相化合生成碘化氢的反应，以前曾认为这是这两种分子直接发生碰撞的结果（即自身为基元反应），但后来的研究否定了这种看法。